# Янковиці (Рибницький повіт)
Янковиці (пол. Jankowice, нім. Königlich Jankowitz) — село в Польщі, у гміні Сьверкляни Рибницького повіту Сілезького воєводства.
Населення — 4017 осіб (2011).
У 1975-1998 роках село належало до Катовицького воєводства.

## Демографія
Демографічна структура станом на 31 березня 2011 року:
|          | Загалом | Допрацездатний вік | Працездатний вік | Постпрацездатний вік |
| -------- | ------- | ------------------ | ---------------- | -------------------- |
| Чоловіки | 1947    | 387                | 1357             | 203                  |
| Жінки    | 2070    | 421                | 1194             | 455                  |
| Разом    | 4017    | 808                | 2551             | 658                  |